# 방형 (지리학)

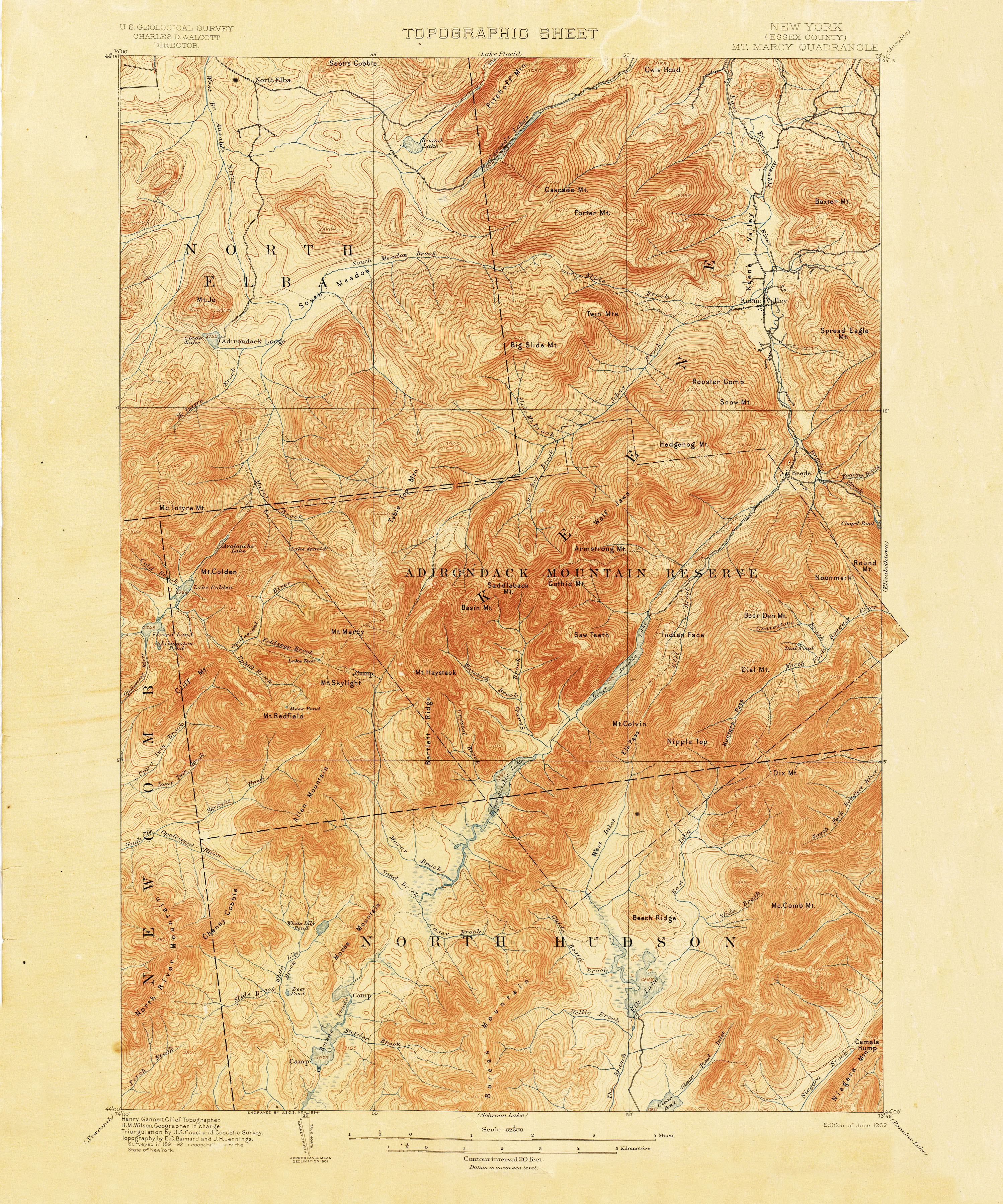
1892년 미국 지질조사국의 쿼드랭글 "뉴욕 (에식스 카운티) 마르시산 쿼드랭글"으로, 미국 지질조사국의 뉴욕주 애디론댁 산맥 마르시산 지역이 나타나 있다.

쿼드랭글(quadrangle)은 미국 지질조사국에서 미국을 그린 지형도로, 각 지도의 이름은 자연지리학적 특징에 따라 정하는 경우가 많다. 약어 "쿼드"(quad)는 "레인저 계곡, 텍사스 쿼드"(the Ranger Creek, Texas quad)처럼 주로 지도의 이름에 사용한다. 1947년부터 1992년까지 미국 지질조사국에서는 기존의 15분 쿼드랭글을 대체하기 위해, 크기가 4분의 1인 7.5분 쿼드랭글을 발행하였다. 7.5분 쿼드랭글은 대략 49 ~ 70 제곱마일 (130 ~ 180 km2) 정도 면적을 나타냈다. 쿼드랭글의 제작에는 항공 사진과 입체도화기를 사용한 사진측량법이 사용되었으며, 1927년 북아메리카 기준계(NAD27)를 사용하였기 때문에, 1984년 세계 지구 좌표 시스템(WGS84)를 채택한 GPS를 이용하기 위해서는 변환을 거쳐야 한다. 2009년부터 미국 지질조사국에서는 7.5분 쿼드랭글을 지리 정보 시스템을 통해 디지털 형식으로 배포하였으며, NAD83을 사용하여 변환을 거치지 않고도 GPS와 1미터 이내 정도의 차이밖에 나지 않는다. 쿼드랭글 상에서 자오선은 직선이 아니며, 위선을 맞추기 위해 구부러져 있다. 지도의 동쪽과 서쪽 끝은 지구의 경선을 따라가기 때문에 보통 평행하지 않다.
미국 지질조사국에서는 다른 행성에서도 쿼드랭글을 지정해 두었으며, 화성의 쿼드랭글은 지구처럼 해당 지역의 지형지물을 토대로 이름이 붙어 있다.

## 같이 보기
- GEOREF 쿼드랭글
- 수성의 쿼드랭글 목록
- 금성의 쿼드랭글 목록
- 달의 쿼드랭글 목록
- 화성의 쿼드랭글 목록
- 가니메데의 쿼드랭글 목록
- 사각형